# Xã Afton, Quận Sanborn, South Dakota
Xã Afton (tiếng Anh: Afton Township) là một xã thuộc quận Sanborn, tiểu bang Nam Dakota, Hoa Kỳ. Năm 2010, dân số của xã này là 44 người.